# Saint-Sauveur-le-Vicomte
 Saint-Sauveur-le-Vicomte  ist eine französische Gemeinde mit 2088 Einwohnern (Stand 1. Januar 2022) im Département Manche in der Region Normandie. Sie gehört zum Arrondissement Cherbourg und zum Kanton Bricquebec-en-Cotentin.
Nachbargemeinden von Saint-Sauveur-le-Vicomte sind Néhou im Norden, Sainte-Colombe im Nordosten, Rauville-la-Place im Osten, Varenguebec im Südosten, Doville im Süden, Catteville im Südwesten, Besneville und Taillepied im Westen und Saint-Jacques-de-Néhou im Nordwesten.

## Geschichte
Nach der Landung der Alliierten in der Normandie am D-Day, dem 6. Juni 1944, war die Stadt lange umkämpft. Zum Beispiel nahm Matthew B. Ridgway, später ein hoher US-General, mit der 82. Luftlandedivision am D-Day teil und kämpfte dann 33 Tage mit seinen Truppen in und um Saint-Sauveur-le-Vicomte. Am 17. Juni 1944 wurde der Ort durch US-amerikanische Truppen von der deutschen Besatzung befreit.
| Jahr      | 1962 | 1968 | 1975 | 1982 | 1990 | 1999 | 2007 | 2018 |
| --------- | ---- | ---- | ---- | ---- | ---- | ---- | ---- | ---- |
| Einwohner | 2104 | 2135 | 2168 | 2214 | 2257 | 2204 | 2063 | 2099 |

## Sehenswürdigkeiten
- Burg (11. Jahrhundert, Monument historique)
- Abtei (12. Jahrhundert, Abteikirche Monument historique)
- Museum Barbey d’Aurevilly im Geburtshaus des Schriftstellers Jules Amédée Barbey d’Aurevilly (Monument historique)
- Pfarrkirche (teilweise 12. Jahrhundert)
- Kirche von Saint-Claude de Selsouëf mit einer Marienskulptur aus dem 15. Jahrhundert (Monument historique)

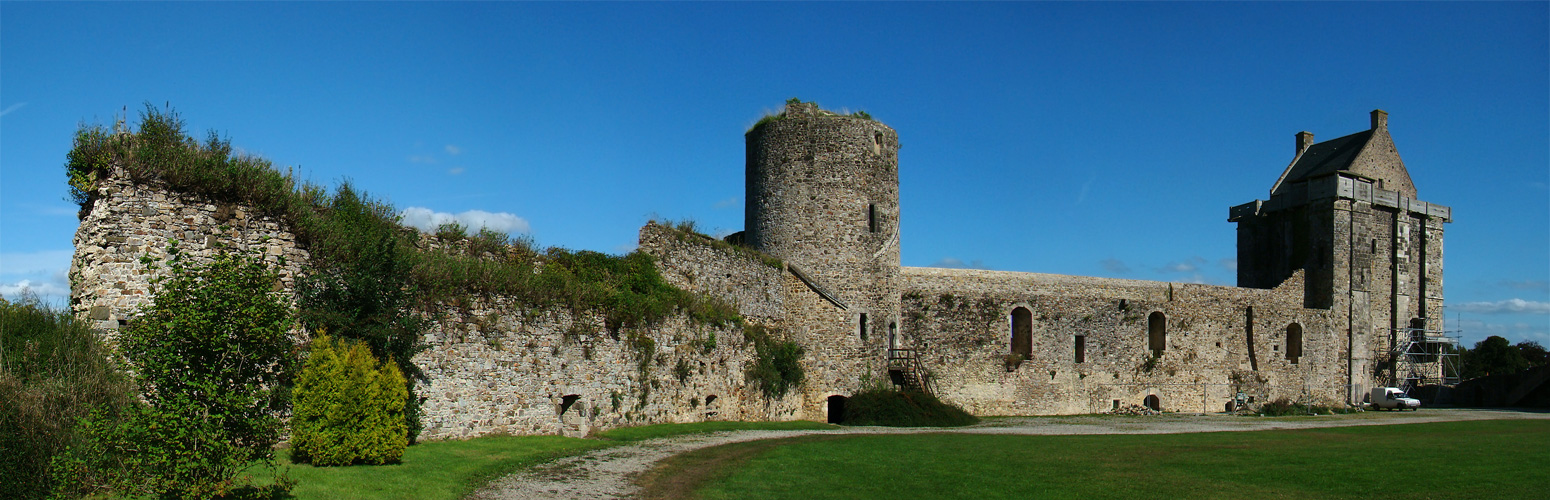
Burg Saint-Sauveur-le-Vicomte

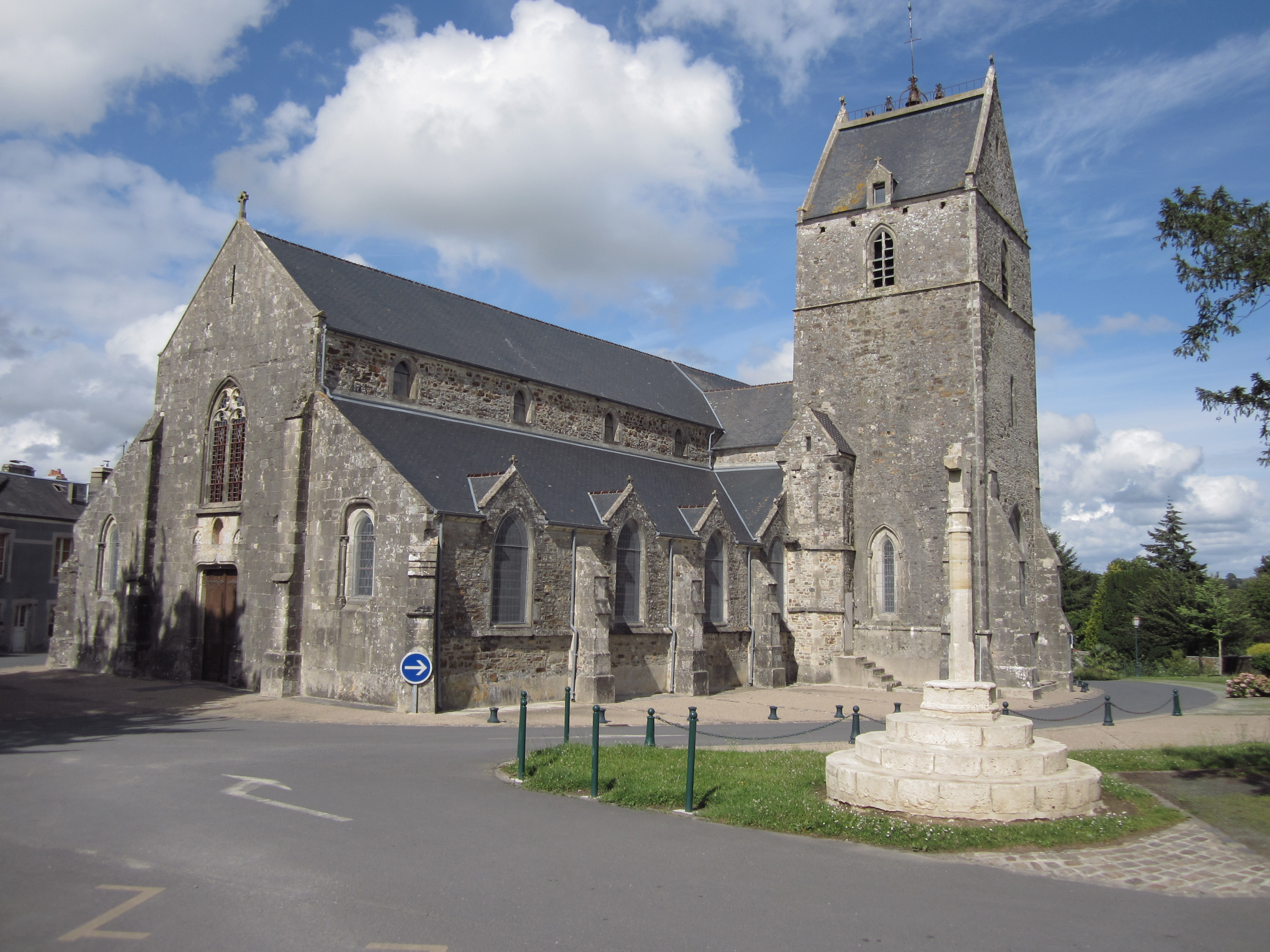
Kirche Saint-Jean-Baptiste

- Schloss Les Fresnais
- Schloss Beaulieu

Details der Burg Saint-Sauveur-le-Vicomte
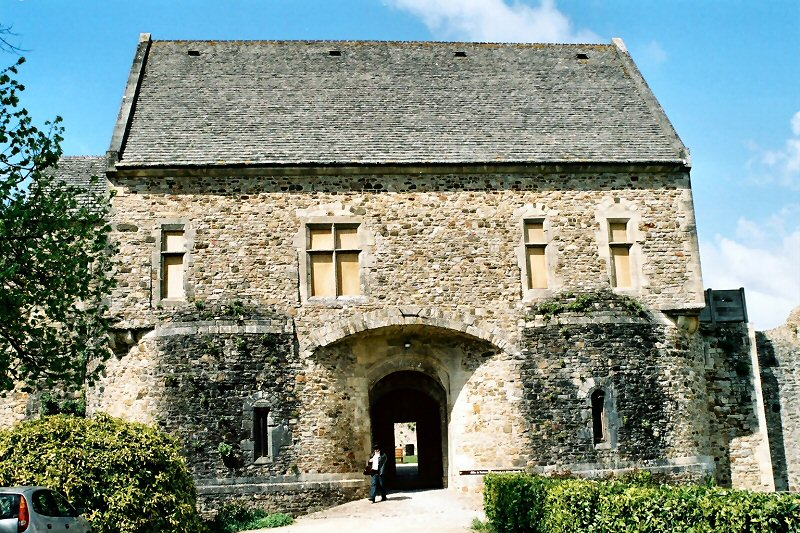
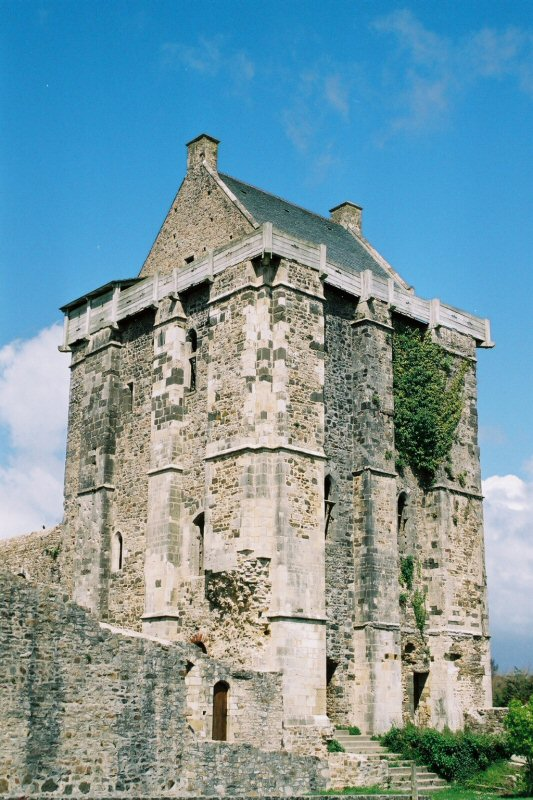
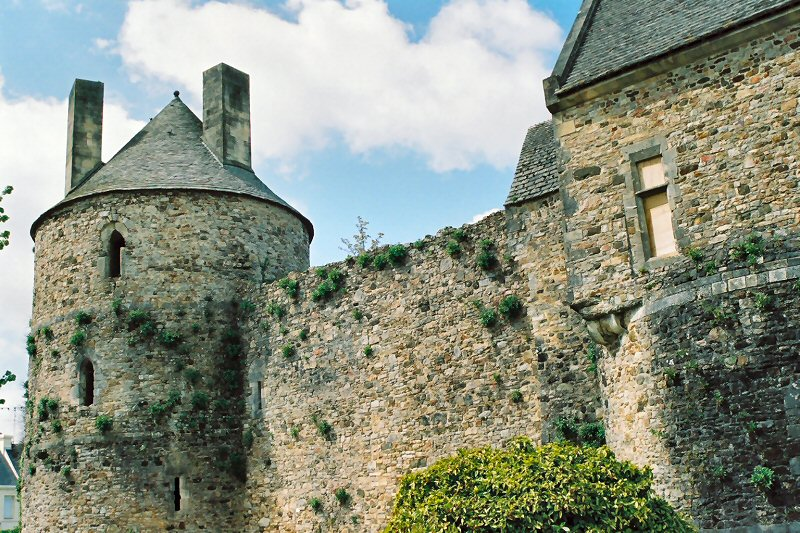

## Gemeindepartnerschaft
Seit September 2012 ist Oberhausbergen im Elsass Partnergemeinde von Saint-Sauveur-le-Vicomte.

## Persönlichkeiten
- Jules Amédée Barbey d’Aurevilly (1808–1889), Schriftsteller
- Maria Magdalena Postel (1756–1846), Ordensgründerin